# القود (المفلحي)

تعديل مصدري - تعديل

القود هي إحدى قرى عزلة المفلحي بمديرية المفلحي التابعة لمحافظة لحج، بلغ تعداد سكانها 165 نسمة حسب تعداد اليمن لعام 2004.